# 魏德倫廣場
魏德倫廣場（英語：Whitlam Square）是澳洲新南威爾斯州雪梨的一個道路交界處，構成雪梨商業中心區東南部主要街道的重要交叉點。廣場以澳洲總理魏德倫命名。
相交於魏德倫廣場的街道有書院街、牛津街、溫窩扶路（Wentworth Avenue）及利物浦街。
雪梨基督教青年會位於該廣場。